# Sint-Maartensfonds
La Sint-Maartensfonds (SMF) è stata un'associazione di ex combattenti del Fronte orientale fiammingo in Belgio.

## Storia
Il capofila del fondo era il Vlaams Verbond van Oud-Oostfrontstrijders (VVOOS, 1951 - 1953) (it: Associazione fiamminga dei combattenti del vecchio fronte orientale). Il fondo è stato fondato nel dicembre 1953 come organizzazione di aiuti per gli ex combattenti del Fronte Orientale bisognosi. Era una reliquia della collaborazione con la Germania nazista. Molti membri erano nell'ex Waffen SS, ma l'associazione era aperta anche ad altri ex "portatori di uniformi" come membri della brigata FLaK, NSKK, Organizzazione Todt e della Croce Rossa Tedesca (DRK). L'organizzazione ha pubblicato per i suoi membri il Berkenkruis ("Croce di betulla") e mantenuto dal 1976 un prato d'onore (Erepark) a Stekene per i combattenti caduti del Fronte Orientale fiammingo. La Sint-Maartensfonds fu anche coinvolta nell'installazione e nella manutenzione di tombe e pietre commemorative nell'Europa orientale sotto il nome di "Graven in het Oosten" per i combattenti del fronte orientale fiammingo che vi morirono. L'organizzazione si unì al Movimento fiammingo e poté contare sull'interesse di vari politici nazionalisti dell'Unione Popolare e del Vlaams Blok. Oswald Van Ooteghem, ex volontario della Legione fiamminga e membro eminente del SMF al Senato per l'Unione popolare.
Nel 1980 i radicali si staccarono dal gruppo e organizzarono un'organizzazione simile: Hertog Jan van Brabant, guidato da André Van Hecke. Più tardi ci fu un altro riavvicinamento tra i due gruppi.
Dopo la sua presenza alla celebrazione dell'anniversario della Sint-Maartensfonds nel maggio 2001, Johan Sauwens ha dovuto rassegnare le dimissioni da ministro fiammingo. Il 29 ottobre 2006 l'associazione è stata sollevata a causa dell'età elevata dei membri. La rivista dei membri non apparirà più. Circa 800 persone hanno partecipato alla celebrazione di addio ad Anversa.
Il parco commemorativo di Stekene sarà gestito dal VNJ, che organizzerà una commemorazione annuale per i combattenti del fronte orientale sopravvissuti.

## Struttura
| Periodo     | Presidente       |
| ----------- | ---------------- |
| 1953 - 1958 | Urbain Stappaert |
| 1958 - 1962 | Joris Lybaert    |
| 1962 - 1966 | Hilaire Gravez   |
| 1966 - 1970 | Bert De Ryck     |
| 1970 - 1994 | Rik De Meester   |
| 1994 - 2006 | Toon Pauli       |